# 雲和県
雲和県（うんわ-けん）は中華人民共和国浙江省に位置する省直轄の県であり、しばらくの間、麗水市の代理管轄下に置かれている。

## 地理
雲和県は浙江省南西部に位置し、東は蓮都区、西は竜泉市、南は景寧シェ族自治県、北は松陽県に接している。南北約47キロメートル、東西約38キロメートル。
雲和県は「九山半水半分田」と称され、県域は山岳地帯と田園地帯が広がる。地勢は南西から北東に向けた傾斜となっており、洞宮山脈と仙霞嶺山脈の支脈が南北にそれぞれ位置し、県内の最高峰は海抜1,593.1メートルの白鶴尖となっている。山地の間には竜泉渓とその支流が流れ、雲和盆地を初めとする盆地を形成し、水田地帯となっている。

## 歴史
1452年（景泰3年）、明朝は麗水県の浮雲郷と元和郷に雲和県を設置した。1958年、雲和県は麗水県に統合されたが、1962年に再び雲和県を設置、1984年に雲和県より景寧県が分割され現在に至る。

## 行政区画
- 街道：浮雲街道、元和街道、白竜山街道、鳳凰山街道
- 鎮：崇頭鎮、石塘鎮、緊水灘鎮
- 郷：赤石郷
- 民族郷：霧渓シェ族郷、安渓シェ族郷

## 経済
雲和県の経済は農業が主であり、主生産品である米以外にシイタケやキクラゲの栽培が盛んである。また果実栽培とそれに付随するドライフルーツ加工も行われ、「仙宮湖」ブランドで全国に販売されている。
工業面では前述の食品加工以外に、玩具、金属加工などの工場が稼動している。

## 交通

### 道路
- 高速道路
  -  長深高速道路
  -  溧寧高速道路（中国語版）